# Isenberg (Hattingen)
Der Isenberg ist eine Anhöhe linksseitig der Ruhr östlich von Niederbonsfeld und westlich von Hattingen-Mitte. Sein höchster Punkt liegt auf 160 m ü. NHN. Der Berg erstreckt sich als Egge quer zur Ruhr in südwestliche bzw. nordöstliche Richtung. Er liegt am Nordrand des Rheinischen Schiefergebirges. Er ist mit einem Eichen-Buchen-Mischwald bewachsen.
Am nordöstlichen Sporn befindet sich die Ruine Isenburg aus dem 12. Jahrhundert mit dem Haus Custodis aus dem 19. Jahrhundert. Die Brücke über den Halsgraben ist neuzeitlich, der Zugang der Burg befand sich ursprünglich am anderen Ende. Nahe dem Burgfried befindet sich die Freilichtbühne Isenburg. Weiter südwestlich liegt auf dem Bergrücken ein Klettergarten des Deutschen Alpenvereins (DAV).
Nach Nordwesten hin wird er vom Isenbergbach sowie den in den Deilbach entleerenden Osterdeller Bach und der Straße Am Isenberg begrenzt. Am Fuß nahe der Ruhr befindet sich hier ein Campingplatz und die Gaststätte „Tum Bur“. Nach Südosten hin wird er von einem Bach, dem Isenberger Weg sowie der Nierenhofer Straße (L 924) begrenzt. Hier befindet sich ein stillgelegter Steinbruch, an dessen Fuß sich früher eine Ziegelei befand. Heute ist dort ein Schießstand. Im Südwesten liegt Nierenhof mit dem Deilbach.
Am Fuße der Burg lag eine Furt über die Ruhr für den Hilinciweg. Im Bereich der Furt befindet sich eine kleine Höhle im Berg. Unterhalb der Burg selbst befindet sich eine Felsnische, in der steinzeitliche Funde gemacht wurden.